# Boom Beach
Boom Beach — онлайн-стратегія в реальному часі для платформ iOS і Android, розроблена компанією Supercell. Реліз гри відбувся в Канаді 11 листопада 2013 року, а у всьому світі 26 березня 2014.

## Ігровий процес

### Сюжет
Сюжет гри розгортається в тропічному архіпелазі. Основними локаціями є «База гравця», «Архіпелаг» і карта мультиплеєра. Геймплей поєднує в собі економічний і військовий розвиток своєї бази, напади на бази інших гравців (як реальних, так і створених розробниками й самими гравцями), розташованих на архіпелазі, а також можливість атакувати дуже складні бази в режимі мультиплеєра на одній карті. У сюжеті гри присутні антагоністи: лейтенант Хаммерман, Доктор Ті (скорочення від «Терор») і полковниці Ґірхарт (жіночої статі).

### Опергрупа
У грі гравець має можливість створити свою опергрупу або вступити в існуючу. Головне завдання опергрупи — збір інтелу, за який можна починати операції. Чим складніша операція, тим більше очок можна заробити для опергрупи.